# Basket Barcellona 2012-2013
La stagione 2012-2013 del Basket Barcellona è stata la terza consecutiva disputata in Legadue.
Sponsorizzata dalla Sigma Supermercati, la società della provincia di Messina si è classificata al primo posto in campionato e ha partecipato ai play-off per la promozione in Serie A, ma è stata eliminata ai quarti dalla Bitumcalor Trento.

## Verdetti stagionali
Competizioni nazionali
- Legadue:

stagione regolare: 1º posto su 15 squadre (19-9);
play-off: eliminato ai quarti di finale da Trento (0-3).
- Coppa Italia di Legadue:

eliminato ai quarti di finale da Trento (3-1).

## Rosa
| Giocatori |
| --------- |

| N° | Naz.               | Ruolo | Sportivo             | Anno | Alt. |  |
| -- | ------------------ | ----- | -------------------- | ---- | ---- |  |
| 5  | Italia (bandiera)  | C     | Alessandro Cittadini | 1979 | 207  |  |
| 11 | Georgia (bandiera) | PG    | Taurean Green        | 1986 | 183  |  |
| 12 | Italia (bandiera)  | G     | Ryan Bucci           | 1981 | 192  |  |
| 13 | Italia (bandiera)  | A     | Craig Callahan       | 1981 | 204  |  |
| 15 | Italia (bandiera)  | AC    | Manuele Mocavero     | 1980 | 203  |  |
| 18 | Italia (bandiera)  | AC    | Giacomo Eliantonio   | 1988 | 206  |  |
| 21 | Italia (bandiera)  | P     | Marco Giuri          | 1988 | 194  |  |
| 22 | Italia (bandiera)  | A     | Riccardo Coviello    | 1988 | 197  |  |

| Staff tecnico                                                           |
| ----------------------------------------------------------------------- |
| Allenatore: Giovanni Perdichizzi                                        |
| Assistente allenatore: Nino Coppolino, Francesco Trimboli e Danny Mills |
| Addetto statistiche: Vincenzo Iudicello                                 |
| Preparatore atletico: Antonio Nania                                     |
| Osteopata: Nino Sottile                                                 |
| Fisioterapista: Saverio Mauceri                                         |
| Medico sociale: Nazareno Pino e Giuseppe Milone                         |

| Giocatori acquisiti a stagione in corso |
| --------------------------------------- |

| N° | Naz.                   | Ruolo | Sportivo                   | Anno | Alt. |  |
| -- | ---------------------- | ----- | -------------------------- | ---- | ---- |  |
| 7  | Stati Uniti (bandiera) | G     | Jobey Thomas (dal 6 feb.)  | 1980 | 194  |  |
| 8  | Stati Uniti (bandiera) | G     | Dwight Hardy (dal 14 mar.) | 1986 | 186  |  |

| Giocatori ceduti a stagione in corso |
| ------------------------------------ |

| N° | Naz.                   | Ruolo | Sportivo                        | Anno | Alt. |  |
| -- | ---------------------- | ----- | ------------------------------- | ---- | ---- |  |
| 10 | Stati Uniti (bandiera) | PG    | Troy Bell (fino al 19 feb.)     | 1980 | 186  |  |
| 24 | Stati Uniti (bandiera) | A     | Melvin Sanders (fino al 7 mar.) | 1981 | 196  |  |

| Under aggregati alla prima squadra |
| ---------------------------------- |

| N° | Naz.              | Ruolo | Sportivo            | Anno | Alt. |  |
| -- | ----------------- | ----- | ------------------- | ---- | ---- |  |
|    | Italia (bandiera) | G     | Filippo Biondo      | 1993 | 183  |  |
|    | Italia (bandiera) | G     | Giuseppe Crisafulli | 1992 | 190  |  |
|    | Italia (bandiera) | G     | Simone Sofia        | 1995 | 190  |  |

Scheda su Legaduebasket.it

## Dirigenza
La dirigenza è composta da:
- Presidente: Immacolato Bonina
- Vicepresidente: Giuseppe Gemelli
- Amministratore unico e direttore generale: Tommaso Donato
- Direttore sportivo: Giovanni Perdichizzi
- Team manager: Mauro Saja
- Ufficio stampa: Benedetto Orti Tullo
- Segreteria: Candido Nerina
- Relazioni esterne: Annamaria Imondi
- Responsabile marketing e internet: Cristina Grasso
- Responsabile scouting: Danny Mills
- Responsabile settore giovanile: Antonino Interdonato
- Responsabile organizzativo settore giovanile: Francesco Scardi

## Statistiche
| Giocatore            | Partite | Partite | Pun | SF | Min. | Falli | Falli | Tiri da 2 | Tiri da 2 | Tiri da 2 | Sc | Tiri da 3 | Tiri da 3 | Tiri da 3 | Tiri Liberi | Tiri Liberi | Tiri Liberi | Rimbalzi | Rimbalzi | Rimbalzi | Stopp. | Stopp. | Palle | Palle | Ass | Val. | Val.  | A+dP |
| Giocatore            | Pr      | PG      | Pun | SF | Min. | C     | S     | R         | T         | %         | Sc | R         | T         | %         | R           | T           | %           | O        | D        | T        | D      | S      | P     | R     | Ass | Lega | OER   | A+dP |
| -------------------- | ------- | ------- | --- | -- | ---- | ----- | ----- | --------- | --------- | --------- | -- | --------- | --------- | --------- | ----------- | ----------- | ----------- | -------- | -------- | -------- | ------ | ------ | ----- | ----- | --- | ---- | ----- | ---- |
| Callahan Craig       | 31      | 31      | 433 | 31 | 934  | 90    | 98    | 111       | 198       | 56.1      | 18 | 54        | 127       | 42.5      | 49          | 74          | 66.2        | 58       | 162      | 220      | 11     | 11     | 44    | 55    | 31  | 518  | 1.085 | 42   |
| Green Taurean        | 31      | 31      | 384 | 31 | 971  | 63    | 150   | 50        | 95        | 52.6      | 0  | 53        | 148       | 35.8      | 125         | 137         | 91.2        | 7        | 93       | 100      | 3      | 7      | 93    | 54    | 145 | 521  | 0.947 | 106  |
| Cittadini Alessandro | 31      | 31      | 308 | 30 | 722  | 82    | 82    | 121       | 184       | 65.8      | 23 | 6         | 12        | 50.0      | 48          | 76          | 63.2        | 47       | 106      | 153      | 20     | 10     | 49    | 36    | 19  | 380  | 1.057 | 6    |
| Hardy Dwight         | 12      | 12      | 253 | 12 | 437  | 22    | 42    | 69        | 130       | 53.1      | 0  | 24        | 63        | 38.1      | 43          | 55          | 78.2        | 13       | 15       | 28       | 3      | 8      | 31    | 24    | 36  | 213  | 0.989 | 29   |
| Bell Troy            | 15      | 15      | 219 | 15 | 455  | 30    | 75    | 35        | 94        | 37.2      | 0  | 25        | 80        | 31.3      | 74          | 85          | 87.1        | 18       | 57       | 75       | 1      | 7      | 37    | 21    | 33  | 225  | 0.791 | 17   |
| Thomas Jobey         | 16      | 16      | 213 | 14 | 476  | 33    | 42    | 33        | 77        | 42.9      | 0  | 40        | 85        | 47.1      | 27          | 36          | 75.0        | 4        | 42       | 46       | 1      | 1      | 33    | 14    | 21  | 172  | 0.974 | 2    |
| Bucci Ryan Matthew   | 31      | 30      | 209 | 1  | 521  | 49    | 41    | 53        | 105       | 50.5      | 0  | 25        | 69        | 36.2      | 28          | 32          | 87.5        | 7        | 25       | 32       | 1      | 4      | 24    | 19    | 22  | 147  | 0.824 | 17   |
| Giuri Marco          | 31      | 31      | 163 | 6  | 652  | 75    | 45    | 32        | 84        | 38.1      | 0  | 26        | 68        | 38.2      | 21          | 28          | 75.0        | 22       | 99       | 121      | 4      | 9      | 51    | 32    | 70  | 199  | 0.728 | 51   |
| Mocavero Manuele     | 31      | 30      | 160 | 1  | 415  | 73    | 37    | 67        | 98        | 68.4      | 2  | 0         | 4         | 0.0       | 26          | 37          | 70.3        | 43       | 40       | 83       | 8      | 8      | 20    | 26    | 9   | 176  | 0.989 | 15   |
| Sanders Melvin Ray   | 16      | 16      | 135 | 14 | 413  | 40    | 12    | 31        | 61        | 50.8      | 2  | 21        | 53        | 39.6      | 10          | 14          | 71.4        | 21       | 70       | 91       | 3      | 1      | 13    | 15    | 21  | 157  | 0.972 | 23   |
| Eliantonio Giacomo   | 31      | 31      | 95  | 0  | 317  | 37    | 13    | 22        | 34        | 64.7      | 0  | 15        | 45        | 33.3      | 6           | 8           | 75.0        | 11       | 25       | 36       | 4      | 2      | 15    | 15    | 15  | 80   | 0.837 | 15   |
| Coviello Riccardo    | 31      | 5       | 4   | 0  | 12   | 0     | 2     | 1         | 1         | 100.0     | 0  | 0         | 1         | 0.0       | 2           | 4           | 50.0        | 2        | 2        | 4        | 0      | 0      | 0     | 1     | 0   | 8    | 0.129 | 1    |
| Crisafulli Giuseppe  | 11      |         | 0   | 0  | 0    | 0     | 0     | 0         | 0         | 0.0       | 0  | 0         | 0         | 0.0       | 0           | 0           | 0.0         | 0        | 0        | 0        | 0      | 0      | 0     | 0     | 0   | 0    | 0.000 | 0    |
| Biondo Filippo       | 10      |         | 0   | 0  | 0    | 0     | 0     | 0         | 0         | 0.0       | 0  | 0         | 0         | 0.0       | 0           | 0           | 0.0         | 0        | 0        | 0        | 0      | 0      | 0     | 0     | 0   | 0    | 0.000 | 0    |
| Sofia Simone         | 10      |         | 0   | 0  | 0    | 0     | 0     | 0         | 0         | 0.0       | 0  | 0         | 0         | 0.0       | 0           | 0           | 0.0         | 0        | 0        | 0        | 0      | 0      | 0     | 0     | 0   | 0    | 0.000 | 0    |